# Portable Document Format
Portable Document Format (abbreviato PDF) è un formato di file documentale sviluppato da Adobe. Evoluzione del Camelot Project di John Warnock, lo scopo del formato è quello di distribuire e scambiare documenti mantenendo invariati font, immagini e layout in maniera indipendente dal software e dall'hardware.    

## Storia
PDF viene sviluppato nel 1993 da Adobe come formato proprietario basato su PostScript.
Da allora è oggetto di continui miglioramenti.
Nel 2005 viene definito il formato derivato PDF/A, ottimizzato per l'archiviazione e la preservazione a lungo termine dei documenti.
Nel 2007 Adobe decide di trasformare PDF in un formato standard ISO,
intraprendendo un percorso che porta nel luglio 2008 alla pubblicazione della norma ISO 32000,
basato sulla versione 1.7 della specifica originale.
Il comitato ISO TC-171 ha successivamente prodotto una revisione del formato PDF, riportata nella norma ISO 32000-2 e corrispondente a PDF 2.0.

## Descrizione
PDF è un formato aperto, nel senso che chiunque può creare applicazioni che leggano e scrivano file PDF senza pagare i diritti (Royalty) ad Adobe. Adobe ha un numero elevato di brevetti relativamente al formato PDF, ma le licenze associate non includono il pagamento di diritti per la creazione di programmi associati.
Un file PDF può descrivere documenti che contengono testo e/o immagini in qualsiasi risoluzione. Ogni documento PDF contiene una completa descrizione del documento bidimensionale (e, con la comparsa di Acrobat 3D, documenti 3D incorporati) composta da proprietà (Titolo, Autore, ecc.), testo, tipo di carattere (font), immagini e oggetti di grafica vettoriale 2D che compongono il documento.
Il documento PDF non dovrebbe includere informazioni specifiche per software, hardware e sistema operativo usato. Ciò permetterebbe al documento di venire visualizzato e renderizzato nella stessa esatta maniera indipendentemente dalla piattaforma e/o dispositivo utilizzato per leggerlo. Anche questo fatto ha contribuito a farlo diventare un formato standard de facto molto diffuso per la condivisione immediata dei documenti. In realtà il PDF nella sua forma standard è un formato che non può essere considerato compatibile con un processo di conservazione digitale (l'archiviazione digitale dei documenti al fine di eliminare o ridurre l'uso della carta), in quanto non è in grado di garantire la riproducibilità a lungo termine e neanche la conservazione dell'aspetto visivo. Questo aspetto dipende da vari fattori come, ad esempio, il fatto che i file PDF standard non sono necessariamente auto-contenuti, ma possono presentare dipendenze dai font utilizzati o da oggetti esterni al file stesso. Pertanto, se si cerca di visualizzare questi file su sistemi informatici diversi da quelli sui quali sono stati creati, non è garantita la loro riproduzione in maniera coerente, da cui consegue che il loro utilizzo a lungo termine non è pensabile se non associato ad uno standard preciso.
La stampa di documenti in formato .pdf può dare dei problemi se si usano dei caratteri locali (ad esempio le vocali italiane accentate) e se chi stampa ha il proprio PC impostato su una lingua diversa.

### Formato file
Un file PDF contiene caratteri ASCII a 7 bit, ad eccezione di alcuni elementi che possono avere contenuto binario. Il file inizia con un'intestazione contenente un numero magico (come una stringa leggibile) e la versione del formato, ad esempio %PDF-1.7. Il formato è un sottoinsieme di un formato COS ("Carousel" Object Structure). Un file albero COS consiste principalmente di oggetti , di cui esistono otto tipi:
- Valori booleani, che rappresentano vero o falso
- Numeri
- Stringhe, racchiuse tra parentesi ( (...)). Le stringhe possono contenere caratteri a 8 bit.
- Nomi, che iniziano con una barra ( /)
- Matrici, raccolte ordinate di oggetti racchiusi tra parentesi quadre ( [...])
- Dizionari, raccolte di oggetti indicizzati da nomi racchiusi tra doppie parentesi angolari ( <<...>>)
- Flussi, solitamente contenenti grandi quantità di dati binari opzionalmente compressi, preceduti da un dizionario e racchiusi tra le parole chiave streame endstream.
- L'oggetto "null"

Inoltre, potrebbero essere presenti commenti, introdotti con il segno di percentuale ( %). I commenti possono contenere caratteri a 8 bit.
Gli oggetti possono essere diretti (incorporati in un altro oggetto) o indiretti . Gli oggetti indiretti sono numerati con un numero di oggetto e un numero di generazione e definiti tra le parole chiave obje endobjse risiedono nella radice del documento. A partire dalla versione PDF 1.5, gli oggetti indiretti (ad eccezione di altri flussi) possono anche essere posizionati in flussi speciali noti come flussi di oggetti (contrassegnati /Type /ObjStm). Questa tecnica consente agli oggetti non flusso di applicare filtri di flusso standard, riduce le dimensioni dei file che hanno un numero elevato di piccoli oggetti indiretti ed è particolarmente utile per PDF con tag. I flussi di oggetti non supportano la specifica di un oggetto numero di generazione (diverso da 0).
Una tabella indice, chiamata anche tabella dei riferimenti incrociati, si trova in genere vicino alla fine del file e fornisce l'offset di byte di ogni oggetto indiretto dall'inizio del file.  Questo design consente un accesso casuale efficiente agli oggetti nel file e consente anche di apportare piccole modifiche senza riscrivere l'intero file ( aggiornamento incrementale ). Prima della versione PDF 1.5, la tabella sarebbe sempre stata in uno speciale formato ASCII, sarebbe stata contrassegnata con la xrefparola chiave e avrebbe seguito il corpo principale composto da oggetti indiretti. La versione 1.5 ha introdotto flussi di riferimento incrociato opzionali, che hanno la forma di un oggetto stream standard, eventualmente con filtri applicati. Tale flusso può essere utilizzato al posto della tabella dei riferimenti incrociati ASCII e contiene gli offset e altre informazioni in formato binario. Il formato è flessibile in quanto consente la specifica della larghezza intera (utilizzando /Warray), in modo che, ad esempio, un documento di dimensioni non superiori a 64 KiB possa dedicare solo 2 byte per gli offset degli oggetti.
Alla fine di un file PDF c'è un piè di pagina contenente:
- La parola chiave startxref seguita da un offset all'inizio della tabella dei riferimenti incrociati (che inizia con la parola chiave xref) o l'oggetto flusso di riferimenti incrociati
- L'indicatore di fine-file %%EOF .

Se non viene utilizzato un flusso di riferimenti incrociati, il piè di pagina è preceduto dalla parola chiave trailerseguita da un dizionario contenente informazioni che altrimenti sarebbero contenute nel flusso di riferimenti incrociati del dizionario dell'oggetto:
- Un riferimento all'oggetto radice della struttura ad albero, noto anche come catalog ( /Root)
- Il conteggio degli oggetti indiretti nella tabella dei riferimenti incrociati ( /Size)
- Altre informazioni facoltative

Ci sono due layout per i file PDF: non lineare (non "ottimizzato") e lineare ("ottimizzato"). I file PDF non lineari possono essere più piccoli delle loro controparti lineari, sebbene l'accesso sia più lento perché parti dei dati necessari per assemblare le pagine del documento sono sparse in tutto il file PDF. I file PDF lineari (chiamati anche file PDF "ottimizzati" o "ottimizzati per il Web") sono costruiti in modo da consentirne la lettura in un plug-in del browser Web senza attendere il download dell'intero file, poiché vengono generati in modo lineare (come nell'ordine delle pagine). I file PDF possono essere ottimizzati utilizzando il software Adobe Acrobat o QPDF.

### Differenze rispetto a PostScript
Il PDF eredita molte delle funzionalità del PostScript, un linguaggio di descrizione della pagina anch'esso sviluppato da Adobe.
Postscript permette di descrivere una pagina come il risultato di un'esecuzione di un programma, che contiene istruzioni su come e dove disegnare linee, punti, lettere dell'alfabeto e altri elementi grafici.
In questo modo, ogni apparecchio capace di eseguire il programma (ossia, che abbia un interprete Postscript), sarà in grado di riprodurre tale immagine al meglio delle sue capacità. Questo processo, tuttavia, richiede grandi risorse da parte del terminale.
PDF, invece, è un formato, non un linguaggio di programmazione, e per questo motivo non ha bisogno di essere interpretato (per i dettagli vedi Linguaggio compilato e Linguaggio interpretato). Per esempio, il controllo di flusso esercitato dai comandi come if e loop è stato rimosso, mentre comandi grafici come lineto rimangono.
Questo significa che il processo di creare o trasformare un PDF nella sua immagine grafica è semplicemente dato dalla lettura delle descrizioni, invece che dall'esecuzione di un programma con l'interprete PostScript.
Tutte le funzionalità del PostScript come i caratteri, layout e misure rimangono invariate.
Spesso il codice PDF è generato da un file sorgente PostScript. I comandi grafici che vengono generati dal codice PostScript vengono raccolti così come tutti i file, risorse grafiche e riferimenti di caratteri nel documento e, finalmente, tutto viene compresso in un singolo file.
Come linguaggio di documenti, il PDF ha molti vantaggi rispetto al PostScript:
- Un singolo file: Un documento PDF consta di un singolo file, mentre in PostScript un documento può necessitare di essere rappresentato da molti file (grafica ecc.) che probabilmente occupano più spazio.
- Già interpretato: PDF ha un contenuto già interpretato, cosicché richiede meno costi computazionali e la sua apertura è più veloce, oltre al fatto che c'è una corrispondenza diretta tra i cambiamenti degli oggetti nella descrizione della pagina PDF e cambiamenti nel rendering risultante.
- Trasparenza degli oggetti: Il PDF (a partire dalla versione 1.4) supporta la trasparenza reale degli oggetti, caratteristica che invece non è supportata nel formato PostScript.
- Sostituzione dei caratteri: Se viene visualizzato con Adobe Reader, una strategia di sostituzione dei caratteri assicura che il documento sia leggibile nonostante l'assenza sul sistema dell'utente dei font "corretti".

PDF garantisce che vengano visualizzati font sostitutivi affini a quello mancante. Mentre questo è possibile con PostScript, questi file non possono essere normalmente distribuiti per accordi di licenza dei font.
- Pagine indipendenti: PostScript è un linguaggio di programmazione, così le istruzioni su una pagina possono influenzare la visualizzazione di pagine seguenti. È pertanto necessario interpretare tutte le pagine precedenti per determinare l'aspetto di ogni pagina data. In PDF, invece, ogni pagina del documento non viene influenzata dalle altre.

## Caratteristiche
- Può contenere qualsiasi combinazione di testo, elementi multimediali come video o audio[14], elementi ipertestuali come collegamenti e segnalibri, collegamenti e miniature di pagine.
- I file PDF non perdono la formattazione quando vengono inviati ad altri utenti, come nel caso dell'invio di documenti di testo (pagine disordinate, paragrafi ingombranti, ecc.).
- È uno dei formati più diffusi su Internet per lo scambio di documenti. Pertanto, è ampiamente utilizzato da aziende, governi e istituzioni educative.
- È una specifica aperta, per la quale sono stati adattati strumenti software commerciali come Microsoft Office e WordPerfect Office suite e altri creati in software gratuito che consentono di creare, visualizzare o modificare documenti in formato PDF, come Openoffice.org, LibreOffice e Calligra Suite e il sistema di composizione del testo LaTeX.
- Può essere crittografato per proteggere il suo contenuto e persino firmarlo digitalmente[15].
- Un file PDF può essere creato da diverse applicazioni esportando il file, come Openoffice.org e Microsoft Office (a partire dal 2007, se aggiornato a SP2)[16].
- Può essere generato da qualsiasi applicazione installando una "stampante virtuale" nel sistema operativo, in caso di utilizzo di applicazioni senza questa funzionalità integrata.
- È lo standard ISO (ISO 19005-1: 2005) per i file del contenitore di documenti elettronici in vista della loro conservazione a lungo termine[16].
- I file PDF sono indipendenti dal dispositivo, quindi possono essere stampati su una stampante ad aghi, a getto d'inchiostro, laser o microfilm. Per l'ottimizzazione della stampa, durante la creazione del file PDF vengono impostate le opzioni appropriate.
- È multipiattaforma, ovvero può essere presentato sui principali sistemi operativi (GNU / Linux, MacOS, Unix, Windows ), senza modificare l'aspetto o la struttura del documento originale.

### Protezione, crittografia e descrizione
All'interno del file PDF vengono tenute informazioni sulla sicurezza (documento stampabile o non stampabile, protetto da password, con selezione di testo bloccata o non bloccata, ecc.) e l'indicizzazione.
La protezione di un documento PDF presenta una chiave di crittografia attualmente fino a 128 bit (tempo fa era di 40 bit), e per il futuro non è escluso che possa aumentare in relazione all'aumento di potenza dei calcolatori in grado di elaborare chiavi di accesso random a più di 128 bit.
La protezione crittografica dei PDF è molto debole, ed esistono numerosi programmi che riescono a rompere la chiave in tempi strettissimi. La protezione password PDF è sconsigliata per salvaguardare l'informazione al suo interno.
È possibile incrementare le possibilità di indicizzazione e posizionamento di un file PDF attraverso alcuni interventi di ottimizzazione compilando correttamente i campi della descrizione.

### Metadati
I file PDF possono contenere due tipi di metadati. Il primo è il Dizionario delle informazioni sul documento, un insieme di campi chiave/valore come autore, titolo, oggetto, data di creazione e aggiornamento. Questo è memorizzato nel trailer informativo opzionale del file. Viene definito un piccolo insieme di campi e può essere esteso con valori di testo aggiuntivi, se necessario. Questo metodo è deprecato in PDF 2.0.
In PDF 1.4, è stato aggiunto il supporto per Metadata Streams, utilizzando Extensible Metadata Platform (XMP) per aggiungere metadati estensibili basati su standard XML utilizzati in altri formati di file. Ciò consente di allegare metadati a qualsiasi flusso nel documento, come le informazioni sulle illustrazioni incorporate, così come l'intero documento (allegando al catalogo del documento), utilizzando uno schema estensibile.
I documenti PDF possono contenere impostazioni di visualizzazione, incluso il layout di visualizzazione della pagina e il livello di zoom. Adobe Reader utilizza queste impostazioni per sostituire le impostazioni predefinite dell'utente all'apertura del documento.  Adobe Reader gratuito non può rimuovere queste impostazioni.

### Annotazione
Adobe Acrobat è un esempio di software proprietario che consente all'utente di annotare, evidenziare e aggiungere note a file PDF già creati. Un'applicazione UNIX disponibile come software gratuito (sotto la GNU General Public License) è PDFedit. Il freeware Foxit Reader, disponibile per Microsoft Windows, macOS e Linux, consente di annotare i documenti. Il visualizzatore PDF-XChange di Tracker Software consente annotazioni senza restrizioni nella sua alternativa freeware. PDF-XChange Viewer di Tracker Software, visualizzatore PDF integrato, abilita anche le annotazioni così come il software open source Skim, con quest'ultimo che supporta l'interazione con LaTeX, SyncTeX e PDFSync e l'integrazione con il software di gestione dei riferimenti BibDesk. Il freeware Qiqqa può creare un rapporto di annotazione che riassume tutte le annotazioni che l'utente ha fatto nella sua libreria di PDF. Lo strumento di verifica del testo esporta le differenze nei documenti come annotazioni e markup.
Esistono anche sistemi di annotazione web che supportano l'annotazione in pdf e altri formati di documenti. Nei casi in cui ci si aspetta che i PDF abbiano tutte le funzionalità dei documenti cartacei, è necessaria l'annotazione dell'inchiostro.

### Moduli
Moduli interattivi è un meccanismo per aggiungere moduli al formato di file PDF. Attualmente esso supporta due diversi metodi per l'integrazione di dati e moduli PDF. Entrambi i formati oggi coesistono nella specifica PDF: 

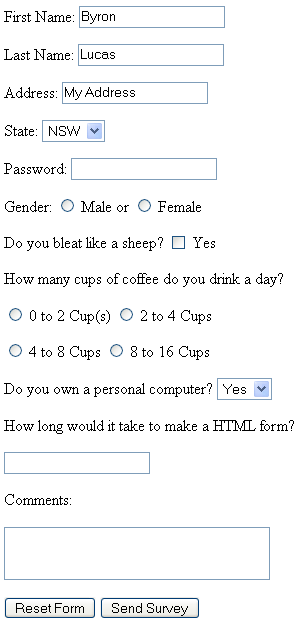
Esempi di moduli creabili in PDF

- AcroForms (noto anche come moduli Acrobat), introdotto nella specifica del formato PDF 1.2 e incluso in tutte le specifiche PDF successive.
- Moduli XML Forms Architecture (XFA), introdotti nella specifica del formato PDF 1.5. I moduli Adobe XFA non sono compatibili con AcroForms[23].  XFA è stato deprecato da PDF con PDF 2.0.

Gli AcroForm sono stati introdotti nel formato PDF 1.2. Gli AcroForm consentono l'utilizzo di oggetti (ad esempio caselle di testo, pulsanti di opzione, ecc. ) E del codice (ad esempio JavaScript). Oltre ai tipi di azione PDF standard, i moduli interattivi (AcroForms) supportano l'invio, il ripristino e l'importazione dei dati. L'azione "invia" trasmette i nomi e i valori dei campi del modulo interattivo selezionati a un URL (Uniform Resource Locator) specificato. I nomi e i valori dei campi del modulo interattivo possono essere inviati in uno dei seguenti formati (a seconda delle impostazioni dei flag ExportFormat, SubmitPDF e XFDF):
Formato modulo HTML
Specifiche HTML 4.01 a partire da PDF 1.5; HTML 2.0 dalla 1.2
Forms Data Format (FDF)
basato su PDF, utilizza la stessa sintassi e ha essenzialmente la stessa struttura di file, ma è molto più semplice del PDF poiché il corpo di un documento FDF è costituito da un solo oggetto richiesto. Forms Data Format è definito nella specifica PDF (dal PDF 1.2). Il formato dei dati dei moduli può essere utilizzato quando si inviano i dati del modulo a un server, si riceve la risposta e la si incorpora nel modulo interattivo. Può anche essere utilizzato per esportare i dati del modulo in file indipendenti che possono essere reimportati nel modulo interattivo PDF corrispondente.
Formato dati XML Forms (XFDF)
(Specifica esterna del formato dei dati dei moduli XML, versione 2.0; supportato da PDF 1.5; ha sostituito il formato di invio dei moduli "XML" definito in PDF 1.4) la versione XML di Forms Data Format, ma XFDF implementa solo un sottoinsieme di FDF contenente moduli e annotazioni. Alcune voci nel dizionario FDF non hanno equivalenti XFDF, come lo stato, la codifica, JavaScript, le chiavi della pagina, i file PDF incorporati, le differenze e la destinazione. Inoltre, XFDF non consente la generazione, o l'aggiunta, di nuove pagine in base ai dati forniti; come si può fare quando si utilizza un file FDF. La specifica XFDF è referenziata (ma non inclusa) nella specifica PDF 1.5 (e nelle versioni successive). È descritto separatamente in XML Forms Data Format Specification. La specifica PDF 1.4 consentiva l'invio di moduli in formato XML, ma questo è stato sostituito da invii in formato XFDF nella specifica PDF 1.5. XFDF è conforme allo standard XML. XFDF può essere utilizzato allo stesso modo di FDF; ad esempio, i dati del modulo vengono inviati a un server, vengono apportate modifiche, quindi rinviate e i nuovi dati del modulo vengono importati in un modulo interattivo. Può anche essere utilizzato per esportare i dati del modulo in file indipendenti che possono essere reimportati nel modulo interattivo PDF corrispondente. A partire da agosto 2019, XFDF 3.0 è uno standard ISO / IEC con il nome formale ISO 19444-1: 2019 - Gestione documenti - Formato dati moduli XML - Parte 1: Uso di ISO 32000-2 (XFDF 3.0).  Questo standard è un riferimento normativo della ISO 32000-2.
PDF
È possibile inviare l'intero documento anziché singoli campi e valori, come definito nel PDF 1.4.
AcroForms può mantenere i valori dei campi del modulo in file indipendenti esterni contenenti coppie chiave: valore. I file esterni possono utilizzare file Forms Data Format (FDF) e XML Forms Data Format (XFDF).  Le firme dei diritti di utilizzo (UR) definiscono i diritti per importare i file di dati del modulo nei formati FDF, XFDF e di testo (CSV / TSV) e esportare i file di dati del modulo nei formati FDF e XFDF.
In PDF 1.5, Adobe Systems ha introdotto un formato proprietario per i moduli; Adobe XML Forms Architecture (XFA). I moduli Adobe XFA non sono compatibili con la funzione AcroForms di ISO 32000 e la maggior parte dei processori PDF non gestisce il contenuto XFA. La specifica XFA è referenziata da ISO 32000-1 / PDF 1.7 come specifica proprietaria esterna ed è stata completamente deprecata da PDF con ISO 32000-2 (PDF 2.0).

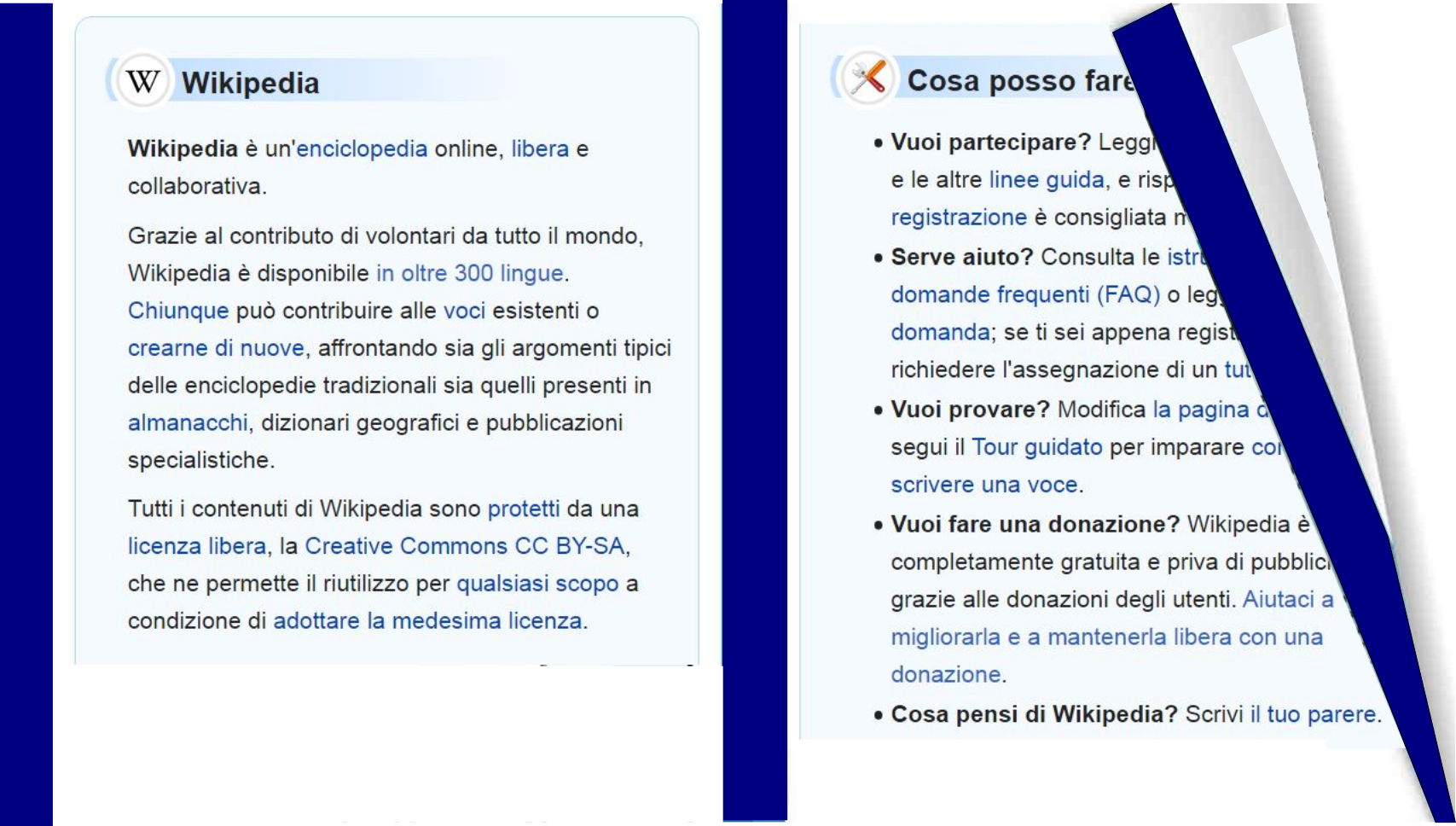
Effetto flipbook

### Livelli
È possibile visualizzare, navigare e stampare contenuto su più livelli nei PDF creati da software come InDesign, Illustrator, Photoshop, Gimp, Inkscape, AutoCAD.

### Effetto sfoglia-pagina
L'effetto sfoglia-pagina (o "flipbook") dei PDF (online e su Acrobat) consiste in un opuscolo digitale che permette all'utente di sfogliare il documento in modo simile a uno sfogliabile cartaceo. Viene creato in modo automatico tramite appositi software online e non, per la maggior parte a pagamento. Questo effetto si può ottenere anche con HTML5 Canvas e convertire un PDF sfogliabile in Canvas.

## Profili standard
Nella sua interezza PDF è un formato complesso e con molte funzionalità che lo rendono flessibile e in grado di essere adattato a diversi casi d'uso.
Per evitare la proliferazione di varianti minori e problemi di interoperabilità e portabilità tra diverse implementazioni di software per PDF sono stati standardizzati diversi formati derivati, che essenzialmente descrivono dei profili di conformità orientati a specifici casi d'uso:
- PDF/A (PDF/Archiving) per l'archiviazione a lungo termine;
- PDF/X (PDF/eXchange) per le arti grafiche e la prestampa;
- PDF/E (PDF/Engineering) per la documentazione di tipo ingegneristico;
- PDF/H (PDF/Healthcare) per il settore sanitario;
- PDF/UA (PDF/Universal Accessibility) per l'accessibilità.

Il formato è oggetto di ulteriori evoluzioni in fase di sviluppo come il PDF/E ed il PDF/VT (dove “V” sta per “Variable” e “T” per “Transactional”) nel quale dovrebbero essere inclusi anche formati come U3D (Universal 3D), un formato scalabile finalizzato alla condivisione e visualizzazione di progetti 3D interattivi, provenienti dai settori del CAE (Computer-Aided Engineering) e del CAM (Computer-Aided Manufacturing). Si può per esempio creare un modello 3D tramite software come Blender e incorporarlo in un PDF.

## Utilizzi

### Visualizzazione e modifica di documenti

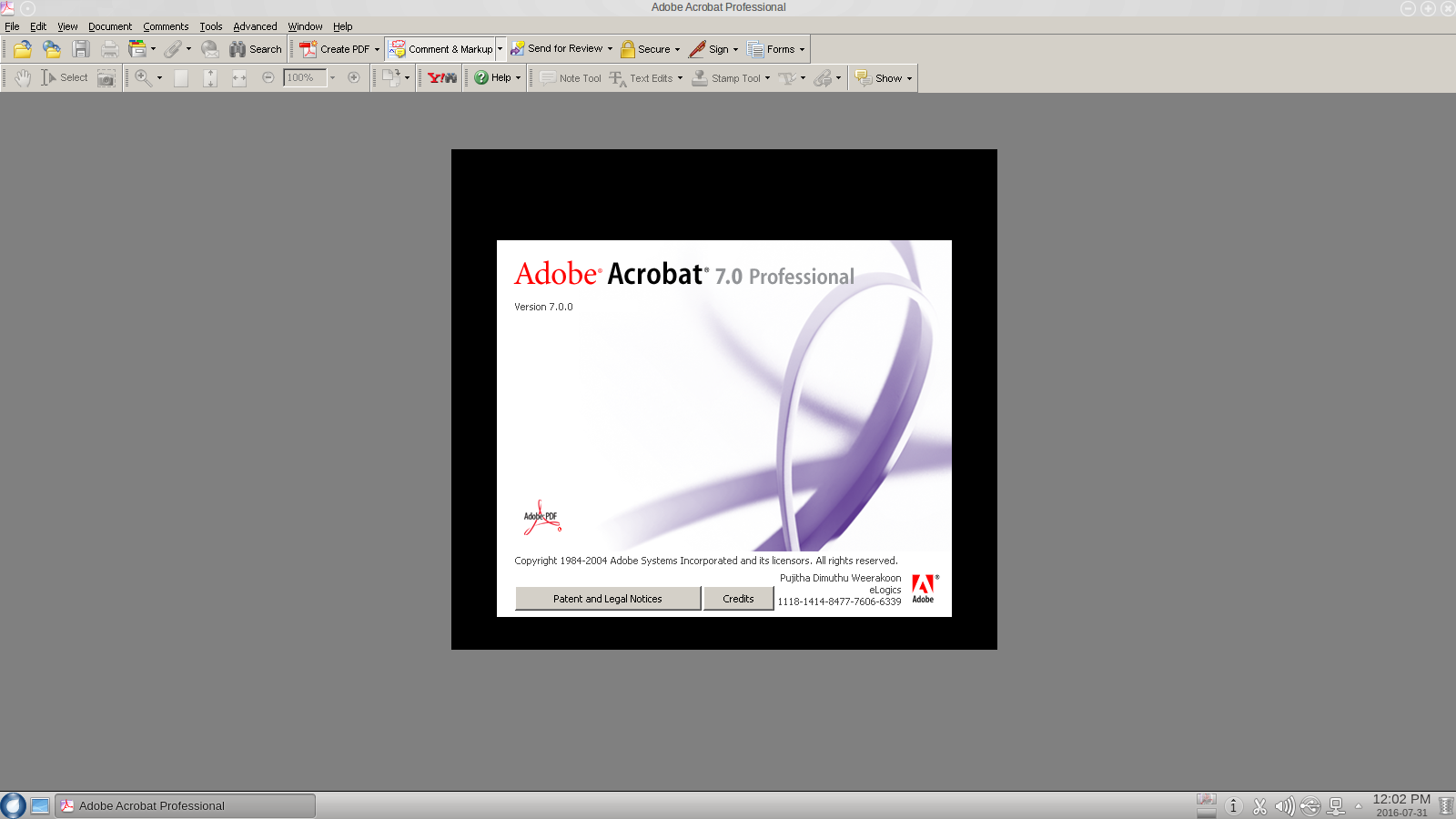
Adobe Acrobat su OpenMandriva Lx

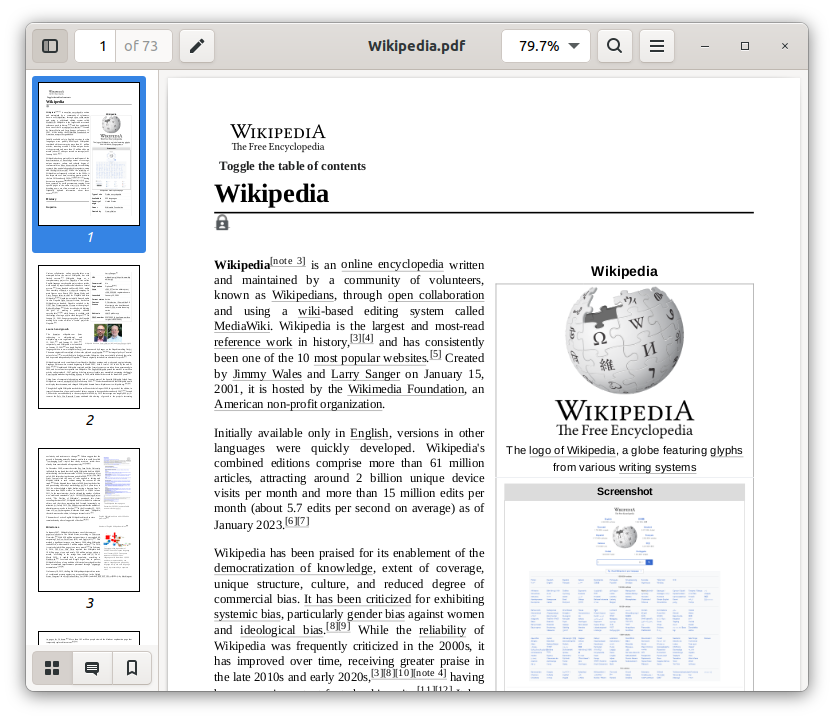
La voce "Wikipedia", da Wikipedia in lingua inglese, in formato PDF, visualizzata utilizzando Evince

Numerose compagnie e organizzazioni hanno sviluppato software in grado di creare, visualizzare e manipolare file PDF. Adobe distribuisce una serie di software per il formato PDF, alcuni gratuiti e altri a pagamento, tra cui Adobe Acrobat. L'applicazione Anteprima di macOS è in grado di visualizzare e modificare i PDF, fornendo all'utente la capacità di compilare moduli.
Nel 2001 la Free Software Foundation ha avviato la campagna PDFreaders.org invitando gli utenti a scaricare e utilizzare software libero per leggere e scrivere documenti. Tra i lettori consigliati figurano Evince, Skim, Sumatra PDF, Okular, Xpdf e PDF.js.
Adobe e Microsoft hanno stretto una partnership in modo da rendere interoperabili i prodotti Acrobat e Microsoft 365, permettendo la conversione di documenti Word in PDF.

### SEO
L'ottimizzazione dei documenti in formato PDF prevede alcuni interventi al momento della creazione del file. Gli elementi più importanti da compilare correttamente ai fini del posizionamento sulle SERP di un documento PDF sono:
- il nome del file, se è composto da più chiavi utilizzare il trattino per separarle; ad esempio, se il file PDF parla di animali domestici utilizzeremo il seguente nome file: animali-domestici.pdf
- le proprietà interne al documento: cliccare su "File" – "Proprietà" e compilare necessariamente "Titolo", "Oggetto" (che sarebbe la description), "Autore" (potete mettere il nome del sito) e "Parole chiave".
- Il titolo all'interno del documento: se il documento non dovesse avere un titolo, sarà Google ad attribuirne uno. Meglio, quindi, indicare il titolo che si vuole dare al documento utilizzando per il font: Verdana, Italico e Centrato.

Per quanto riguarda l'inserimento di un link cliccabile all'interno delle pagine, si noti che un file pdf viene letto da Google come una sorta di pagina web a sé stante e risulta, pertanto, un backlink al proprio sito. L'importante è tematizzare il link, cioè inserire l'esatta pagina di riferimento. Per esempio, se abbiamo un PDF che parla di animali domestici su un portale di animali, sarà meglio inserire il link alla pagina che parla esattamente di quelli domestici.

## Alternative

### XPS
A partire da Windows Vista, Microsoft ha introdotto un formato concorrente, denominato Open XML Paper Specification, meno popolare e diffuso anche per la mancanza di supporto in ambiente macOS e sui dispositivi mobili.

### WWF

Icona del formato WWF

Nel 2010 la sezione tedesca del WWF ha promosso un formato di file alternativo denominato WWF. Il software per la creazione dei file WWF, disponibile per Windows XP e Mac OS X 10.4, produce un file PDF con estensione .wwf a cui è stata inibita la possibilità di stampare il documento, tramite DRM incorporato in Adobe Reader. Nonostante la realizzazione di un software equivalente open source, l'iniziativa è stata criticata sia dal movimento per la diffusione del software libero, sia dalla stessa WWF che ha evidenziato come la campagna fosse stata diffusa da una sezione locale senza previa consultazione dell'organizzazione.